# Ivory Lady
Ivory Lady oder Elfenbeinfrau ist der Name einer Frau, die zwischen 3200 und 2200 v. Chr. wahrscheinlich in der Nähe des südspanischen Valencia lebte und eine gesellschaftlich zentrale Rolle innehatte. Ihr Grab wurde am Fundplatz Valencina de la Concepción unweit der Stadt Sevilla entdeckt. Da es reich mit speziellen Beigaben ausgestattet war, wurde 2013 zunächst vermutet, dass die beigesetzte Person ein Mann gewesen sei. Ein Team um Marta Cintas‑Peña und Leonardo García Sanjuán von der Universität Sevilla veröffentlichte 2023 eine Studie, die belegte, dass es sich bei der Ivory Lady um eine Frau gehandelt hatte.

## Geschichte
„Die Elfenbeinfrau war eine führende Persönlichkeit der Gesellschaft zu einer Zeit, in der kein Mann eine auch nur annähernd vergleichbare gesellschaftliche Stellung einnahm“, so die Forschenden.
Archäologen entdeckten ihr prunkvoll gefülltes Grab 2008 in der Nähe des südspanischen Valencia. Es war gefüllt mit zwei Stoßzähnen afrikanischer Elefanten, fast zwei Dutzend Feuersteinklingen, eine davon mit einem Griffknauf aus Bernstein, und vielen Objekten aus Elfenbein. Einige Zeit nach der Beisetzung legte man weitere Gegenstände in das Grab, die nicht weniger wertvoll waren: einen Dolch aus Bergkristall mit einem Griff und einer Scheide aus Elfenbein, mehr als 50 Feuersteinmesser, zahlreiche Kleinigkeiten aus Elfenbein sowie ein Straußenei. Zunächst wurde aus den wertvollen Grabbeigaben geschlossen, dass die dort Begrabene ein Mann gewesen war. Darum wurde sie Ivory Man, Elfenbeinmann, getauft. An Bekanntheit gewann sie, als DNA-Tests aus dem Jahre 2023 ergaben, dass die Forscher mit dieser Vermutung falsch lagen. Es konnte nachgewiesen werden, dass in Wirklichkeit eine Frau in diesem Grab beerdigt worden war.
„Unsere Ergebnisse laden dazu ein, etablierte Interpretationen über die politische Rolle der Frauen zu Beginn der frühen sozialen Komplexität zu überdenken und traditionell vertretene Ansichten über die Vergangenheit in Frage zu stellen“, so die Forschenden. Weiter sagen sie: „Wir müssen die vorherrschenden Vorstellungen über Macht, soziale Komplexität und Geschlechterunterschiede in frühen komplexen Gesellschaften [...] überdenken.“

## Position der Frau 3200 bis 2200 v. Chr.
In der Region wurde lediglich ein weiteres Grab mit solch reichlichen Grabbeigaben gefunden. Sie nannten es Montelirio Tholos. Es befand sich ganz in der Nähe der Ivory Lady. Im Montelirio Tholos wurden zwei oder drei Generationen nach ihr 22 oder 25 Menschen beigesetzt. Mindestens 15 von ihnen waren Frauen im Alter zwischen 20 und 35 Jahren. „Einige dieser Frauen trugen raffinierte Gewänder, die mit Tausenden von aus Meeresmuscheln geschnitzten, perforierten Perlen versehen waren“, schreiben die Forschenden in der Studie. Sie standen offenbar in Verbindung mit der Ivory Lady. Zeitgleich zu ihrer Beisetzung wurden weitere Beigaben in das Grab der Ivory Lady gebracht. Aufgrund dessen schließen die Forscher, dass Männer zu der Zeit noch keine höher gestellte Position gegenüber Frauen hatten.
Die Forscher sagen außerdem, dass sie ihre soziale Stellung durch ihre persönlichen Verdienste erhielt. Sie schlussfolgerten dies aus Analysen von Kindergräbern aus der Region. Keines davon hatte prunkvolle Beigaben, weshalb der soziale Status aller Voraussicht nach nicht durch ein Geburtsrecht weitergegeben worden ist.

## Interpretationen in der Wissenschaft
Durch das heute verbreitete Verständnis der Geschlechterrollen ist es schon häufig zu Fehlinterpretationen gekommen. Gräber mächtiger Personen werden fälschlicherweise häufig intuitiv Männern zugeordnet. 30 bis 50 % der untersuchten Skelette, die zuvor aufgrund der Waffen und Werkzeuge, die mit ihnen im Grab gefunden wurden, als männlich identifiziert worden waren, waren biologisch Frauen.
Ein ähnliches Beispiel finden wir in Birka, Schweden. Dort wurde ein wikingerzeitliches Waffengrab entdeckt, welches als die Ruhestätte eines hochrangigen Kriegers interpretiert worden war. Im Jahre 2017 deckten Genanalysen ebenfalls auf, dass es sich um eine Kriegerin, also eine Frau, gehandelt hatte.

## Forschungsmethode
Durch die Weiterentwicklung der Wissenschaft gibt es inzwischen mehr Möglichkeiten, das Geschlecht von menschlichen Überresten genau zu bestimmen. In diesem Fall wurde mit Proben vom Zahnschmelz gearbeitet. Mittels der so genannten Flüssigchromatografie mit Massenspektrometrie-Kopplung wurden die Proben untersucht. Damit konnten die Moleküle des Proteins Amelogenin ausgelesen werden, welche typisch für Zahnschmelz sind. Bei Männern und Frauen fällt das Ergebnis unterschiedlich aus und dadurch kann ihr Geschlecht bestimmt werden. Das kommt daher, dass die Gensequenzen, die das Protein Amelogenin kodieren, sich je nach Geschlecht unterscheiden. Auf dem X-Chromosom ist der Genabschnitt um sechs Basenpaare kürzer als auf dem Y-Chromosom. Wenn ausschließlich Nachweise für das Peptid des X-Chromosoms auftauchen, handelt es sich um eine Frau.